# Аксёново (Вохтожское муниципальное образование)
Аксёново — деревня в Грязовецком районе Вологодской области на реке Лежа в месте впадения в неё реки Вохтожка.
Входит в состав Вохтожского муниципального образования, с точки зрения административно-территориального деления — в Вохтогский сельсовет.
Расстояние по автодороге до районного центра Грязовца — 63 км, до центра муниципального образования Вохтоги — 5 км. Ближайшие населённые пункты — Целенниково, Михалково, Строево.
По переписи 2002 года население — 122 человека (56 мужчин, 66 женщин). Преобладающая национальность — русские (99 %).